# Les Loges-Saulces
Pour les articles homonymes, voir Les Loges et Saulces (homonymie).
Les Loges-Saulces sont une commune française, située dans le département du Calvados en région Normandie, peuplée de 160 habitants.

## Géographie
| Pierrepont                                            | Martigny-sur-l'Ante | Martigny-sur-l'Ante       |
| Le Détroit (sur quelques dizaines de mètres), Rapilly | des Loges-Saulces   | Fourneaux-le-Val          |
| Ménil-Vin (Orne)                                      | Ménil-Vin (Orne)    | Bazoches-au-Houlme (Orne) |

### Hydrographie
La commune est située dans le bassin Seine-Normandie. Elle est drainée par la Baize, le Boulaire et le ruisseau du Val Lienard,,.
La Baize, d'une longueur de 26 km, prend sa source dans la commune de Habloville et se jette  dans l'Orne en rive droite en limite des Isles-Bardel et de Rapilly, après avoir traversé douze communes. 

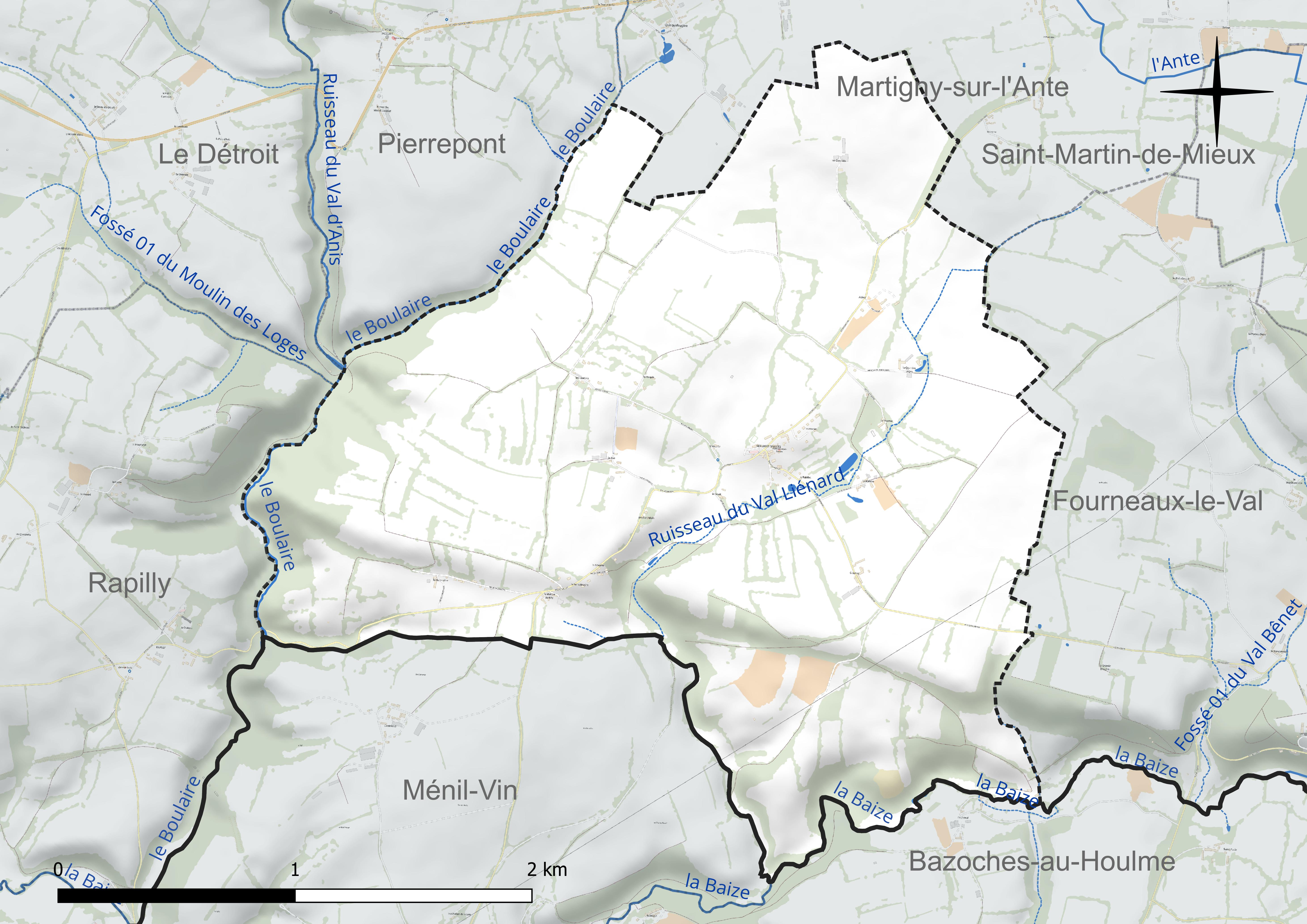
Réseau hydrographique des Loges-Saulces.

### Climat
Pour des articles plus généraux, voir Climat de la Normandie et Climat du Calvados.
En 2010, le climat de la commune est de type climat océanique altéré, selon une étude du CNRS s'appuyant sur une série de données couvrant la période 1971-2000. En 2020, Météo-France publie une typologie des climats de la France métropolitaine dans laquelle la commune est exposée à un climat océanique et est dans la région climatique  Normandie (Cotentin, Orne), caractérisée par une pluviométrie relativement élevée (850 mm/a) et un été frais (15,5 °C) et venté. Parallèlement le GIEC normand, un groupe régional d'experts sur le climat, différencie quant à lui, dans une étude de 2020, trois grands types de climats pour la région Normandie, nuancés à une échelle plus fine par les facteurs géographiques locaux. La commune est, selon ce zonage, exposée à un « climat contrasté des collines », correspondant au Bocage normand, bien arrosé, voire très arrosé sur les reliefs les plus exposés au flux d'ouest, et frais en raison de l'altitude.
Pour la période 1971-2000, la température annuelle moyenne est de 10 °C, avec  une amplitude thermique annuelle de 13 °C. Le cumul annuel moyen de précipitations est de 827 mm, avec 12,5 jours de précipitations en janvier et 7,9 jours en juillet. Pour la période 1991-2020, la température moyenne annuelle observée sur la station météorologique la plus proche, située sur la commune de Pierrefitte-en-Cinglais à 8 km à vol d'oiseau, est de 11,2 °C et le cumul annuel moyen de précipitations est de 806,5 mm,. Pour l'avenir, les paramètres climatiques de la commune estimés pour 2050 selon différents scénarios d'émission de gaz à effet de serre sont consultables sur un site dédié publié par Météo-France en novembre 2022.

## Urbanisme

### Typologie
Au 1er janvier 2024, Les Loges-Saulces sont catégorisées commune rurale à habitat dispersé, selon la nouvelle grille communale de densité à 7 niveaux définie par l'Insee en 2022.
Elle est située hors unité urbaine. Par ailleurs la commune fait partie de l'aire d'attraction de Caen, dont elle est une commune de la couronne,. Cette aire, qui regroupe 296 communes, est catégorisée dans les aires de 200 000 à moins de 700 000 habitants,.

### Occupation des sols
L'occupation des sols de la commune, telle qu'elle ressort de la base de données européenne d'occupation biophysique des sols Corine Land Cover (CLC), est marquée par l'importance des territoires agricoles (86,6 % en 2018), une proportion identique à celle de 1990 (86,6 %). La répartition détaillée en 2018 est la suivante : 
prairies (44 %), terres arables (42,6 %), forêts (13,4 %). L'évolution de l'occupation des sols de la commune et de ses infrastructures peut être observée sur les différentes représentations cartographiques du territoire : la carte de Cassini (XVIIIe siècle), la carte d'état-major (1820-1866) et les cartes ou photos aériennes de l'IGN pour la période actuelle (1950 à aujourd'hui).

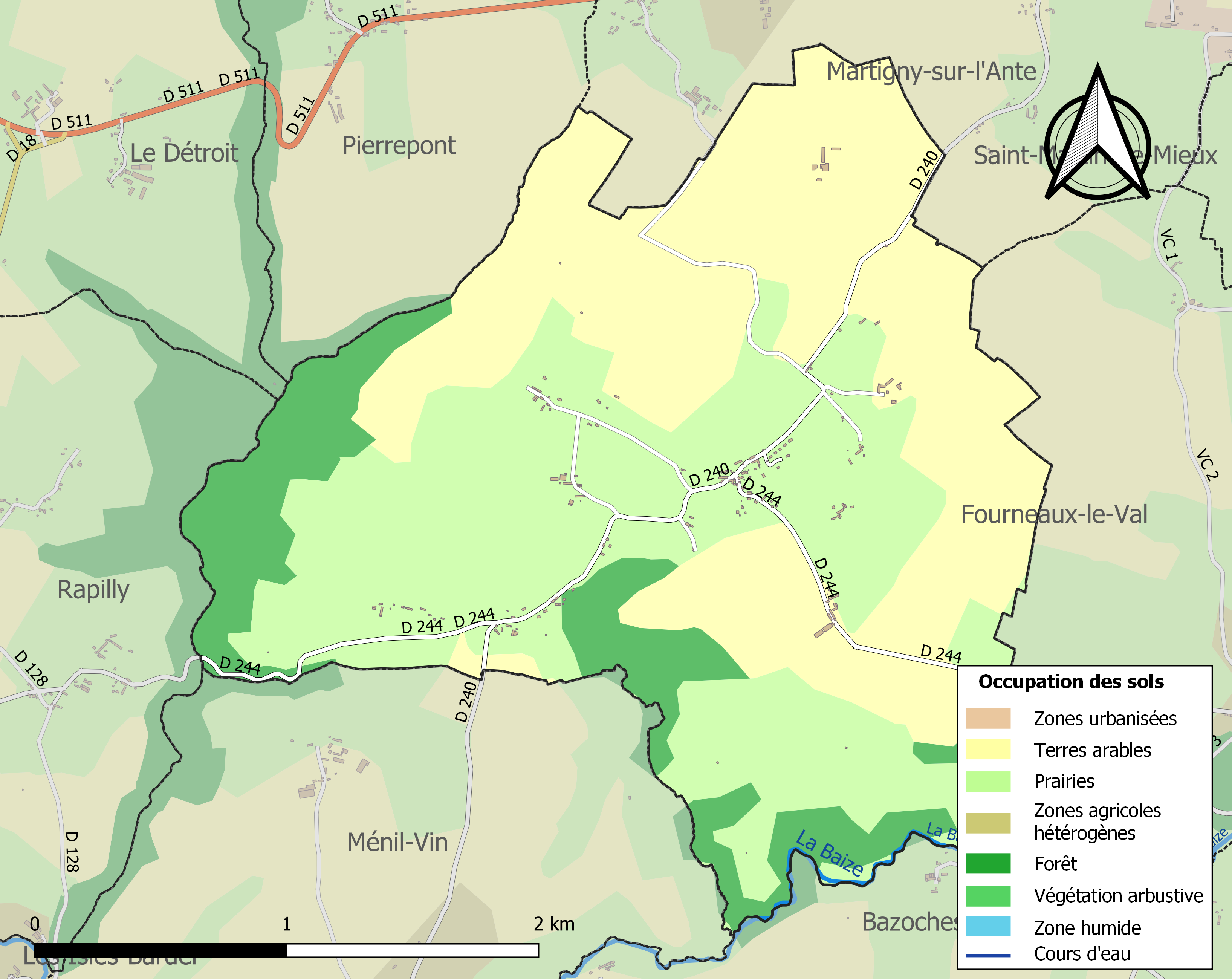
Carte des infrastructures et de l'occupation des sols de la commune en 2018 (CLC).

## Toponymie
Le nom de la localité est attesté sous les formes Logiœ Salsœ au XIIe siècle ; Loges Saussay en 1463.
Le toponyme Loges est dérivé de l'ancien français loge désignant une hutte ou cabane couverte de feuillage, du germanique *laubja, en vieux bas francique signifie « abri de branchages, cabane de feuillages, hutte ».
Saulces est issu de salix, « saule »[réf. nécessaire].
Le gentilé est Loges-Saulcais.

## Politique et administration
| Période                                  | Période   | Identité         | Étiquette | Qualité     |
| ---------------------------------------- | --------- | ---------------- | --------- | ----------- |
| ?                                        | mars 2001 | Francis Delvalle |           |             |
| mars 2001                                | mars 2008 | Maud Zucconi     | UMP       |             |
| mars 2008                                | En cours  | Fabien Dufay     | SE        | Électricien |
| Les données manquantes sont à compléter. |           |                  |           |             |

Le conseil municipal est composé de onze membres dont le maire et deux adjoints.

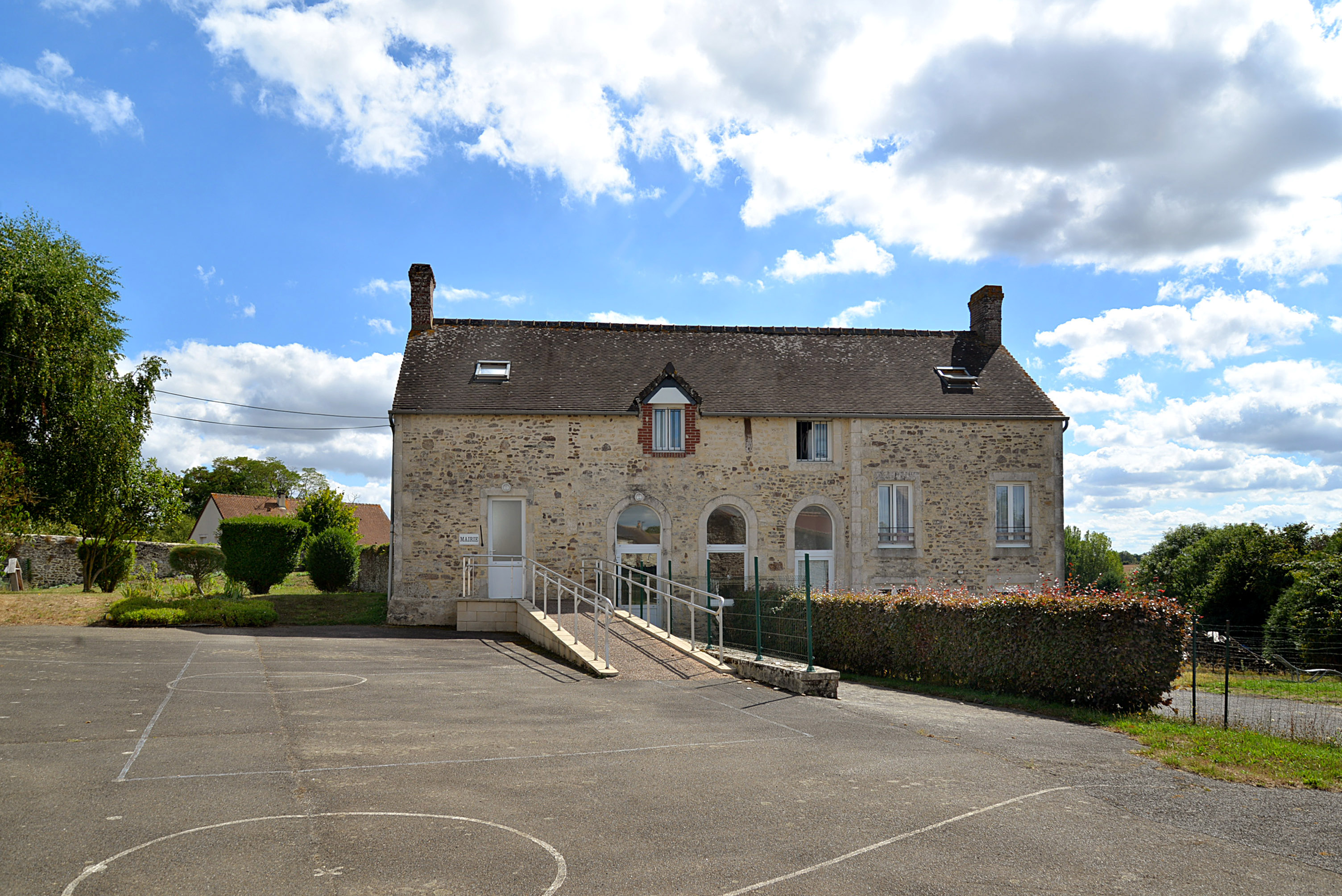
La mairie.

## Démographie
L'évolution du nombre d'habitants est connue à travers les recensements de la population effectués dans la commune depuis 1793. Pour les communes de moins de 10 000 habitants, une enquête de recensement portant sur toute la population est réalisée tous les cinq ans, les populations de référence des années intermédiaires étant quant à elles estimées par interpolation ou extrapolation. Pour la commune, le premier recensement exhaustif entrant dans le cadre du nouveau dispositif a été réalisé en 2004.
En 2022, la commune comptait 160 habitants, en évolution de −6,98 % par rapport à 2016 (Calvados : +1,58 %, France hors Mayotte : +2,11 %).
Les Loges-Saulces ont compté jusqu'à 399 habitants en 1831.
| 1793 | 1800 | 1806 | 1821 | 1831 | 1836 | 1841 | 1846 | 1851 |
| ---- | ---- | ---- | ---- | ---- | ---- | ---- | ---- | ---- |
| 265  | 323  | 323  | 344  | 399  | 364  | 367  | 359  | 358  |

| 1856 | 1861 | 1866 | 1872 | 1876 | 1881 | 1886 | 1891 | 1896 |
| ---- | ---- | ---- | ---- | ---- | ---- | ---- | ---- | ---- |
| 308  | 303  | 292  | 251  | 249  | 227  | 221  | 213  | 203  |

| 1901 | 1906 | 1911 | 1921 | 1926 | 1931 | 1936 | 1946 | 1954 |
| ---- | ---- | ---- | ---- | ---- | ---- | ---- | ---- | ---- |
| 172  | 154  | 152  | 138  | 158  | 143  | 130  | 128  | 129  |

| 1962 | 1968 | 1975 | 1982 | 1990 | 1999 | 2004 | 2006 | 2009 |
| ---- | ---- | ---- | ---- | ---- | ---- | ---- | ---- | ---- |
| 141  | 136  | 104  | 106  | 109  | 119  | 136  | 138  | 164  |

| 2014 | 2019 | 2022 | - | - | - | - | - | - |
| ---- | ---- | ---- | - | - | - | - | - | - |
| 174  | 166  | 160  | - | - | - | - | - | - |

## Lieux et monuments
- Église Saint-Maurice du XIe ou XIIe siècle avec appareil en arête-de-poisson.
- Vestiges d'une motte féodale[30].

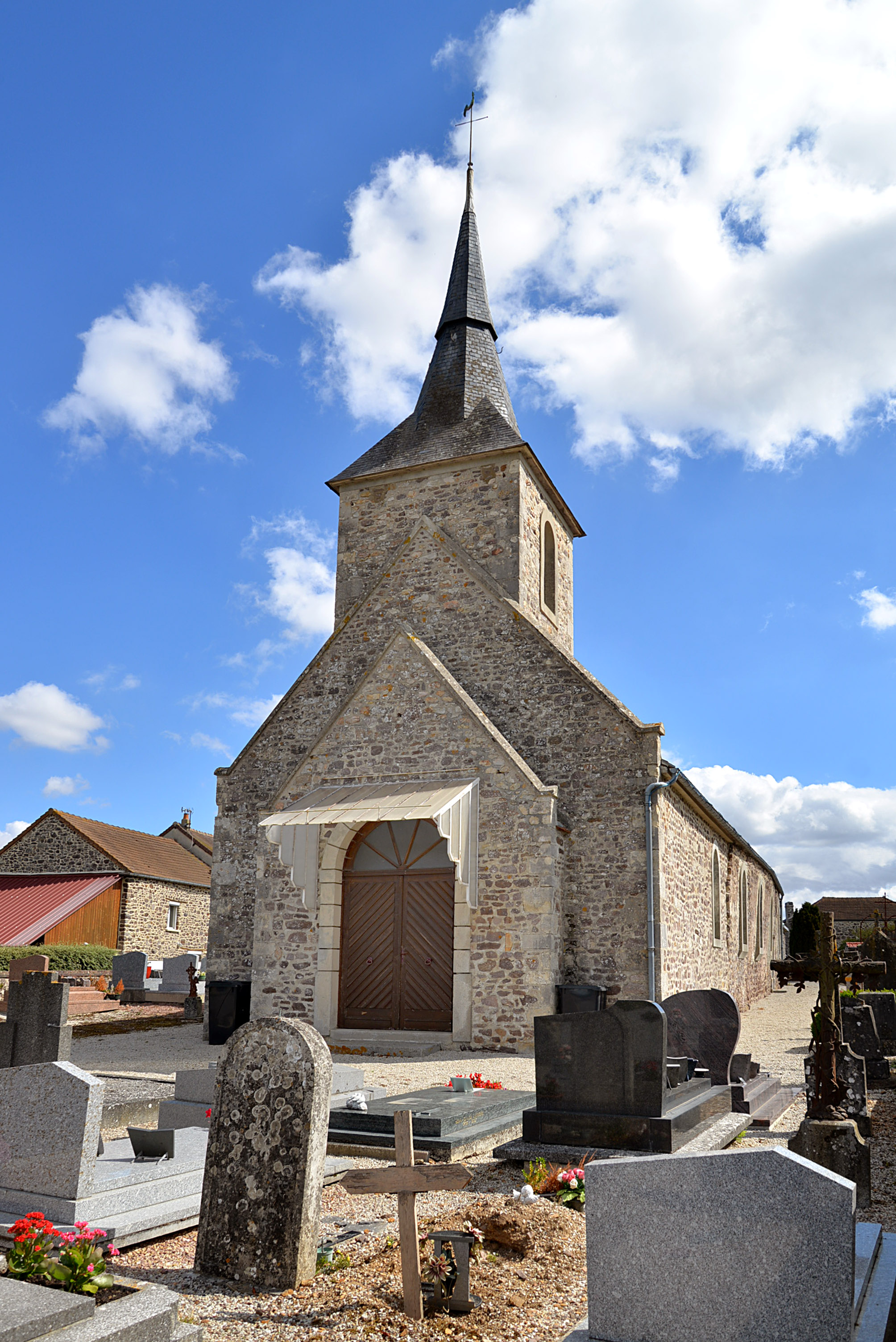
L'église Saint-Maurice.
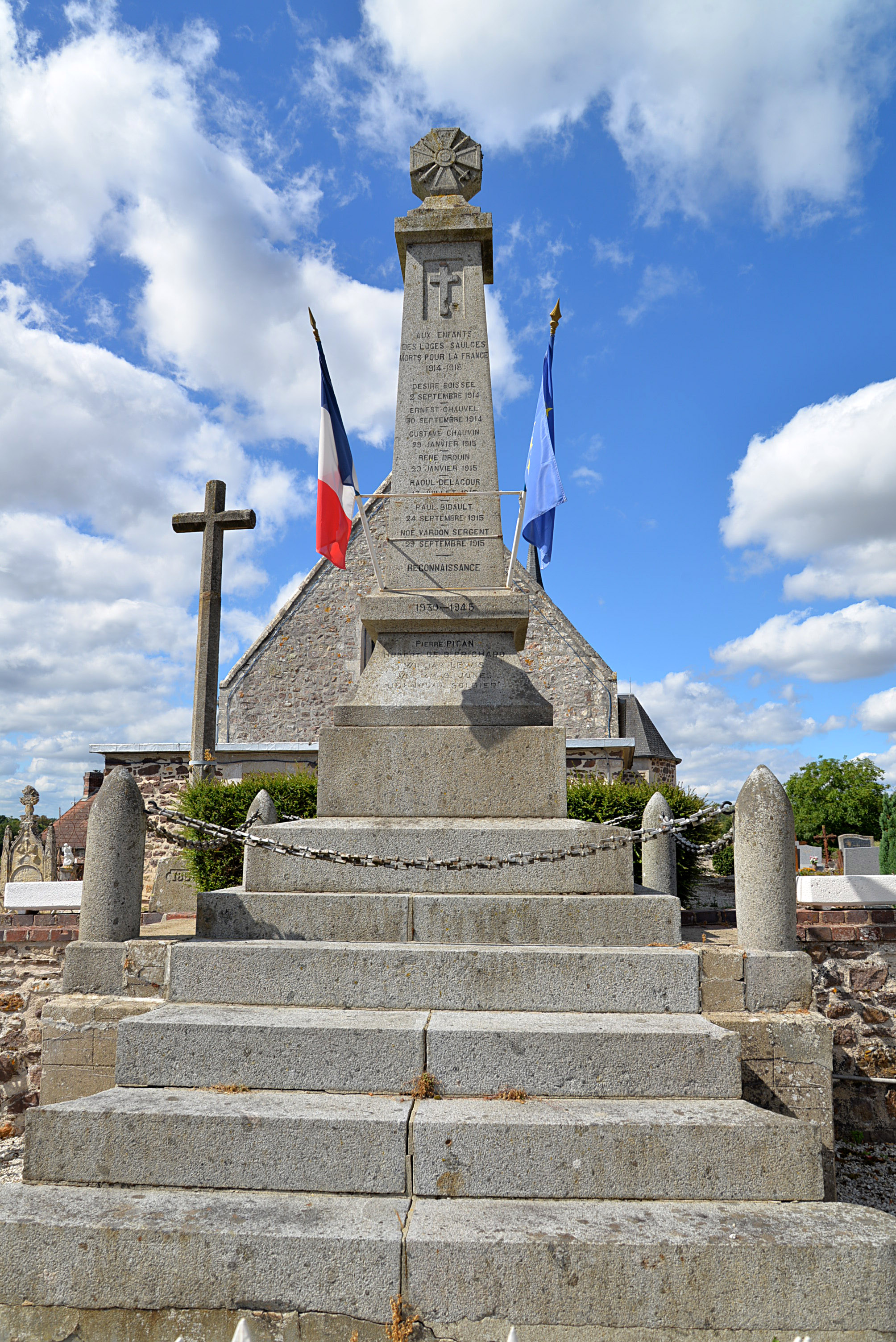
Le monument aux morts.
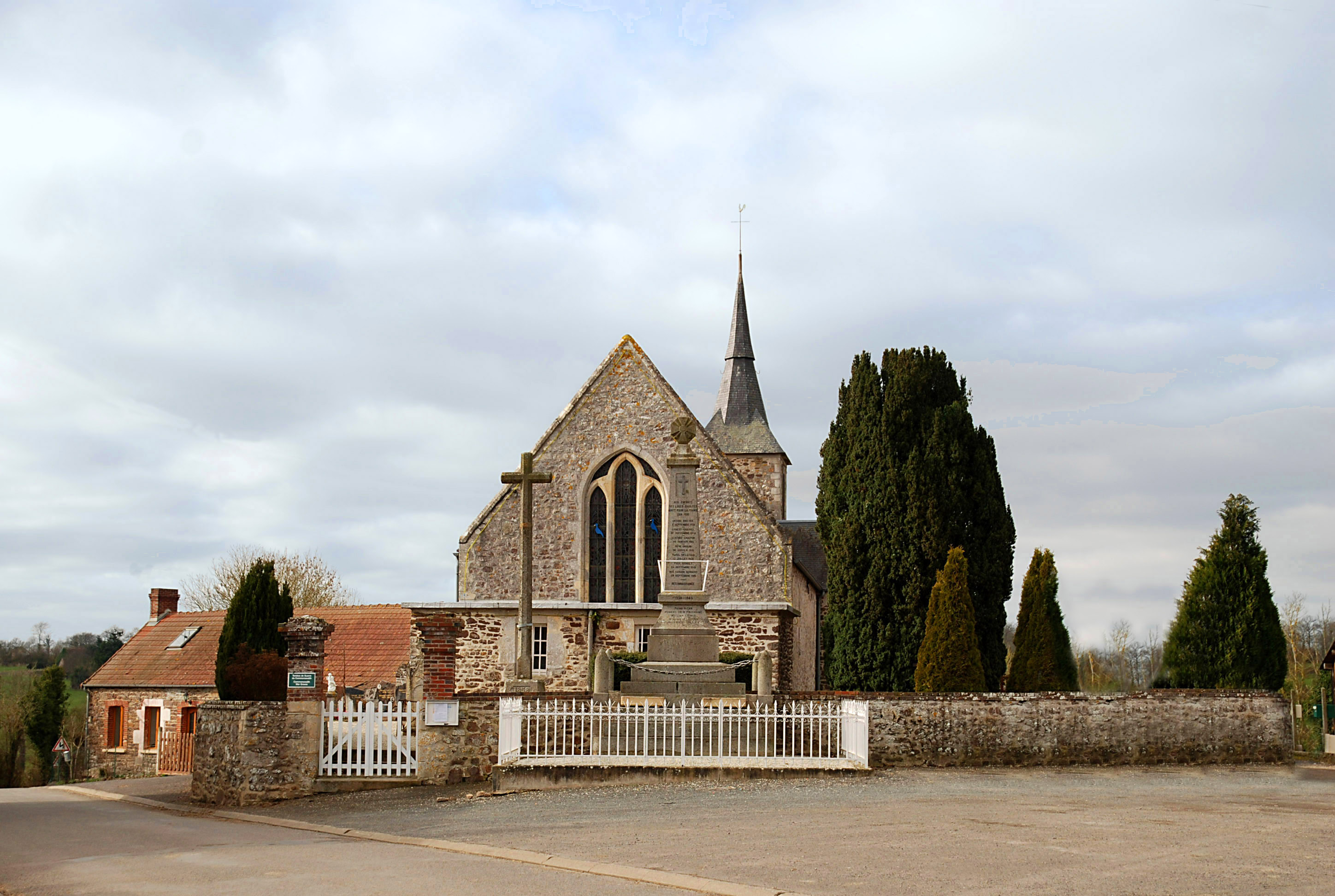
L'église Saint-Maurice et le monument aux morts